# BC Mureș
Le BC Mureș était un club roumain de basket-ball basé dans la ville de Târgu Mureș.

## Palmarès
- Finaliste du Championnat de Roumanie : 2013 et 2016
- Finaliste de la Coupe de Roumanie : 2015

## Entraineurs successifs
- 2004-novembre 2008 :  Mihai Corui
- novembre 2008-? :  Barnabas Szaszgaspar
- 2009-2010 :  Audrius Prakuraitis
- 2010-décembre 2011 :  Déri Csaba
- décembre 2011-février 2015 :  Srecko Sekulovic
- février 2015-2016 :  Audrius Prakuraitis
- 2016-2018 :  Barnabás Szászgáspár

## Joueurs célèbres ou marquants
- Virgil Stănescu
- Alhaji Mohammed
- Mareks Jurevičus